# Emanuel Rieder
Emanuel Rieder (Bressanone, 1º ottobre 1993) è uno slittinista italiano.

## Biografia
Ha iniziato nel 2008 a gareggiare per la nazionale italiana nelle varie categorie giovanili raggiungendo il secondo posto nella classifica finale della Coppa del Mondo juniores nella stagione 2011/12 e la medaglia d'argento nel singolo ai mondiali juniores di Park City 2013.

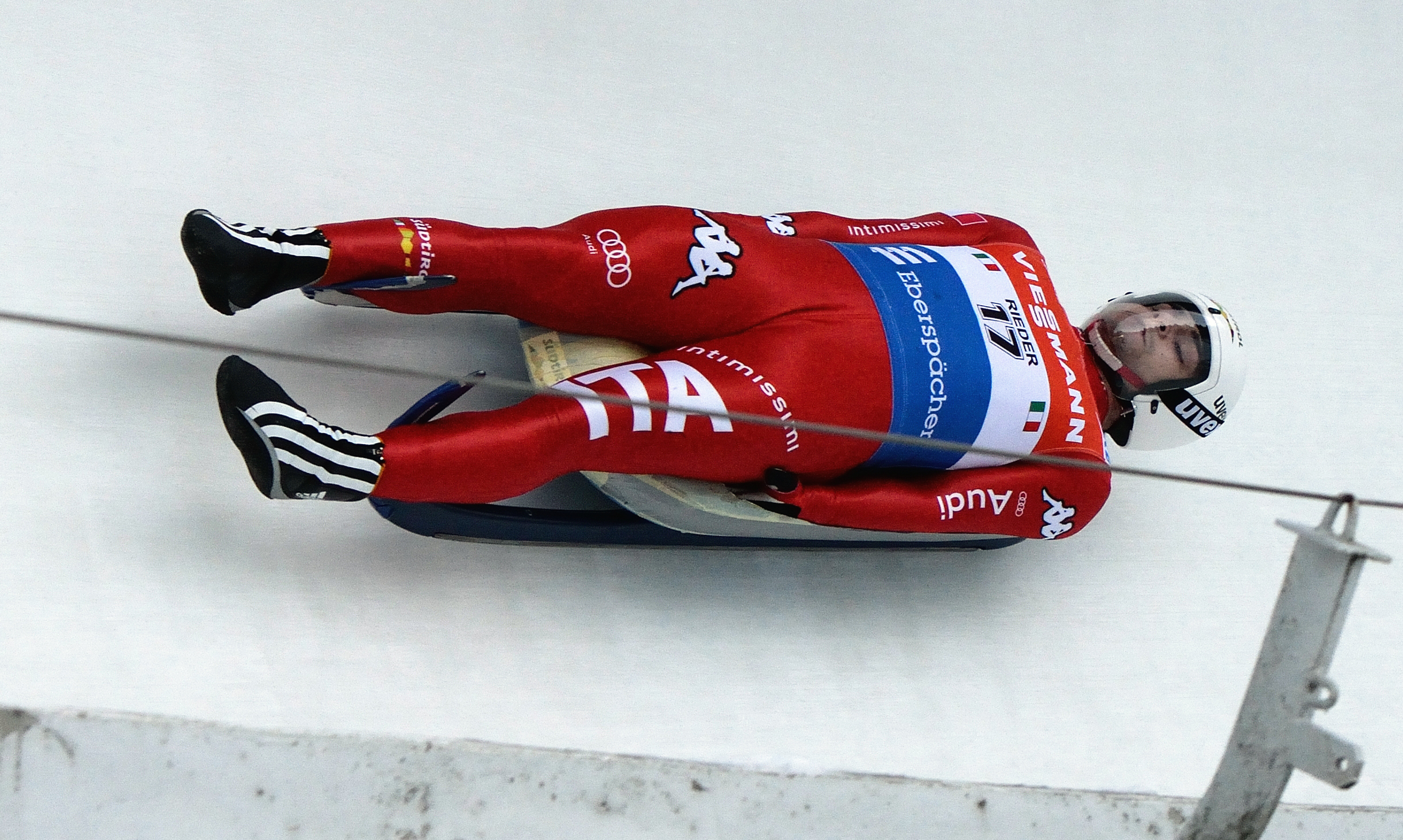
Emanuel Rieder in gara ad Altenberg nel 2015

A livello assoluto ha esordito in Coppa del Mondo nella stagione 2011/12 e ottenne il suo primo podio il 3 dicembre 2017 ad Altenberg nella gara a squadre. Dalla stagione 2018/19 ha abbandonato la disciplina del singolo per cimentarsi nel doppio in coppia con Simon Kainzwaldner; centrò il primo podio nella nuova disciplina il 26 gennaio 2020 a Sigulda, terminando la gara del doppio sprint al secondo posto. In classifica generale, come migliori risultati, si è piazzato al diciannovesimo posto nel singolo nel 2014/15 e in settima posizione nel doppio nel 2020/21.
Ha partecipato a due edizioni dei Giochi olimpici invernali: a Soči 2014 ha raggiunto la diciannovesima piazza nella prova individuale e a Pyeongchang 2018 ha terminato la gara del singolo al diciassettesimo posto.

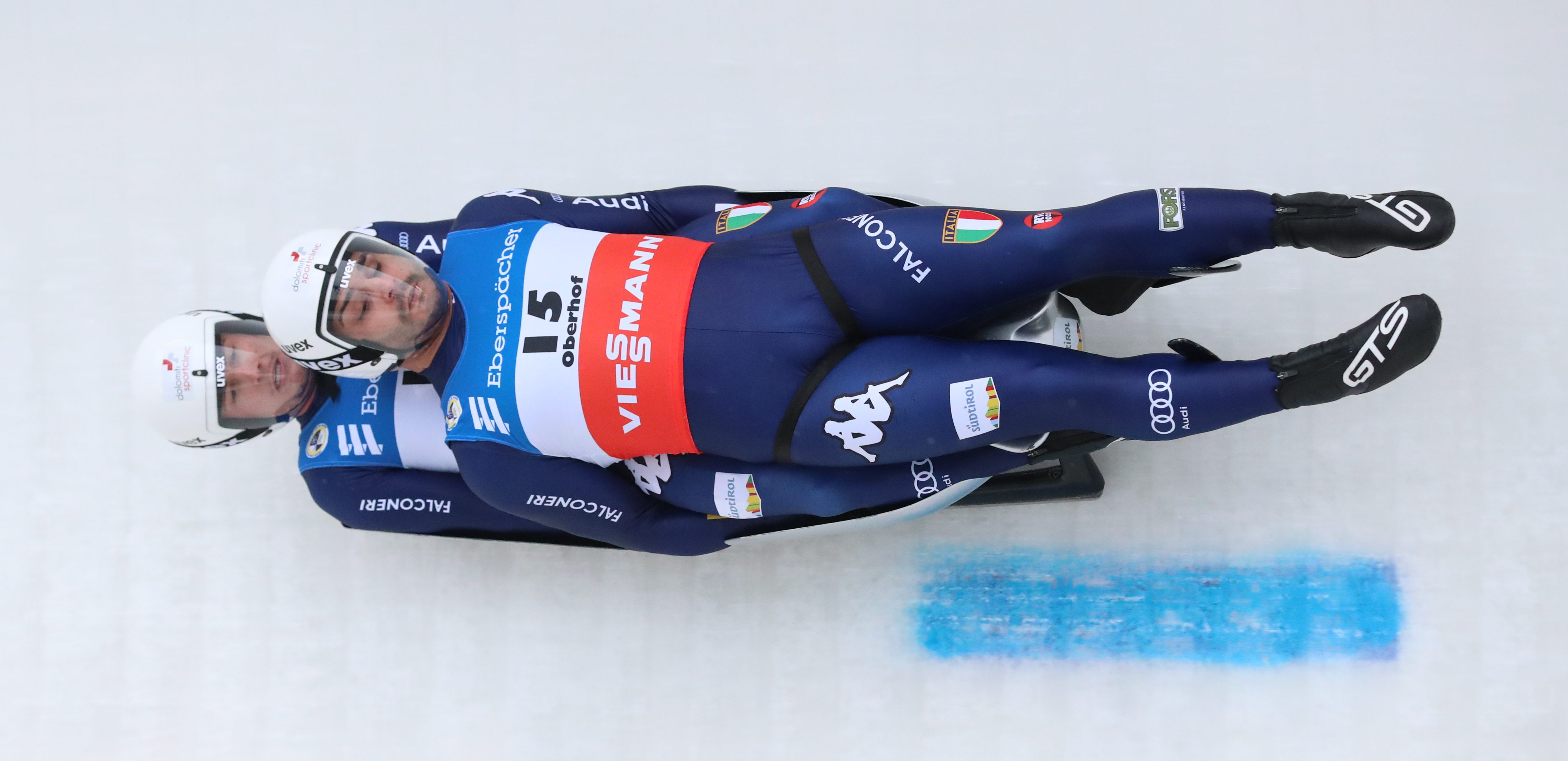
Rieder (sopra) con Simon Kainzwaldner in gara a Oberhof nel 2021

Ha preso parte altresì a cinque edizioni dei campionati mondiali, vincendo in totale una medaglia d'argento. Nel dettaglio i suoi risultati nelle prove iridate sono stati, nel singolo: ventiduesimo a Schönau am Königssee 2016 e quattordicesimo a Igls 2017; nel doppio: sedicesimo a Winterberg 2019, quinto a Soči 2020 e quarto a Schönau am Königssee 2021; nel doppio sprint: quattordicesimo a Winterberg 2019, medaglia d'argento a Soči 2020 e settimo a Schönau am Königssee 2021; nelle prove a squadre: quarto a Soči 2020.
Agli europei ha ottenuto invece quali migliori piazzamenti il tredicesimo posto nel singolo e il quinto nel doppio, raggiunti rispettivamente a Innsbruck 2017 e a Lillehammer 2020.

## Palmarès

### Mondiali
- 1 medaglia:
  - 1 argento (doppio sprint a Soči 2020).

### Europei
- 2 medaglie:
  - 2 bronzi (gara a squadre a Sigulda 2023; gara a squadre ad Innsbruck 2024).

### Mondiali juniores
- 1 medaglia:
  - 1 argento (singolo a Park City 2013).

### Coppa del Mondo
- Miglior piazzamento in classifica generale nel singolo: 19º nel 2014/15.
- Miglior piazzamento in classifica generale nel doppio: 4º nel 2021/22.
- 12 podi (4 nel doppio, 2 nel doppio sprint, 6 nelle gare a squadre):
  - 2 secondi posti (1 nel doppio sprint, 1 nelle gare a squadre);
  - 10 terzi posti (4 nel doppio, 5 nelle gare a squadre, 1 nel doppio sprint).

### Coppa del Mondo juniores
- Miglior piazzamento in classifica generale nel singolo: 2° nel 2011/12.

### Coppa del Mondo giovani
- Miglior piazzamento in classifica generale nel singolo: 31° nel 2009/10.